# الجامع (أسماء الله الحسنى)
الجامع هو اسم من أسماء الله الحسنى التسعة والتسعين.